# Roches gravées de la rivière du Plessis
Les roches gravées de la rivière du Plessis sont un ensemble de pétroglyphes datant de la période arawak, entre le Ier et le VIIe siècle, situées dans la rivière du Plessis, qui sépare les communes de Baillif et de Vieux-Habitants en Guadeloupe. 

## Descriptif

### Site principal
Situé à 1,5 km du littoral, dans la rivière constituant la limite des communes de Baillif et de Vieux-Habitants, le site est découvert en 1886 par Mathieu Guesde. Cornelis Dubelaar l'étudie en 1984 puis Alain Gilbert et G. Richard en 1991 et 1995.
Le 26 mai 1917, le site est inscrit sur la liste des sites classés au titre de la « protection des sites et monuments à la Guadeloupe et dans ses dépendances ». Les premières études photographiques et relevés du lieu sont établies dans les années 1930 par le gouverneur Louis Joseph Bouge et son assistant Roger Biays.
Sa localisation, autour d'un bassin de rivière et près d'une cascade, laisse penser qu'il s'agissait d'un sanctuaire consacré à l'eau.
Dix-neuf roches comportent au moins 147 gravures, dont deux avec polissoirs. En 1995, le cyclone Marilyn a révélé un bloc rocheux couvert de quatre gravures, de cupules et de polissoirs,.

### Site 2
Une roche sur un deuxième site – ainsi que le terrain – fait l'objet d'un classement en 2014.

## Classement
Les roches gravées, avec leur terrain d'assiette, font l'objet d'une inscription au titre des monuments historiques par arrêté du 22 novembre 2013, signé par la préfète de région Marcelle Pierrot,. Le 1er octobre 2014, le classement du deuxième site est effectué.

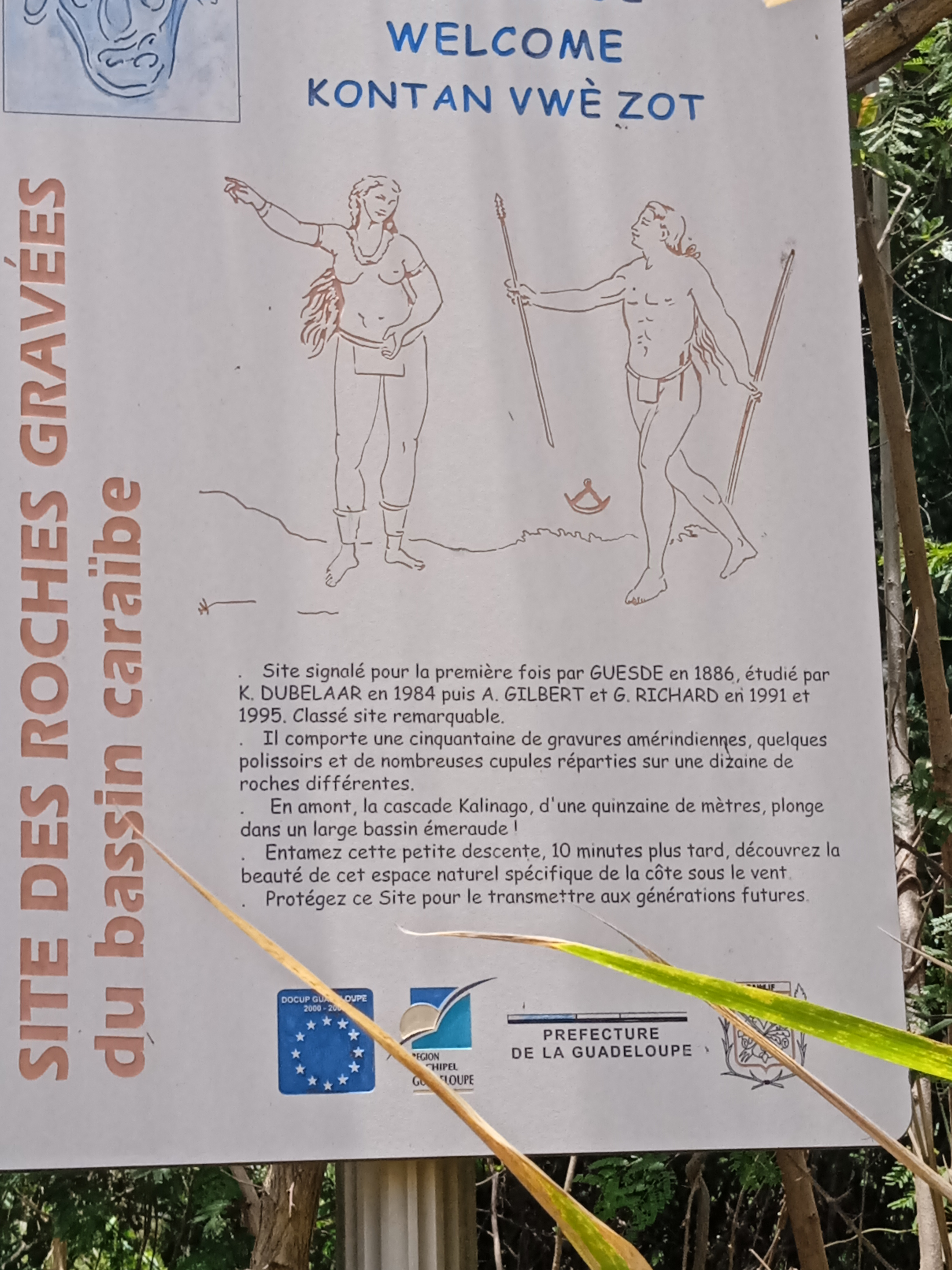
Panneau historique à l'entre du chemin menant aux roches gravées de la rivière du Plessis.
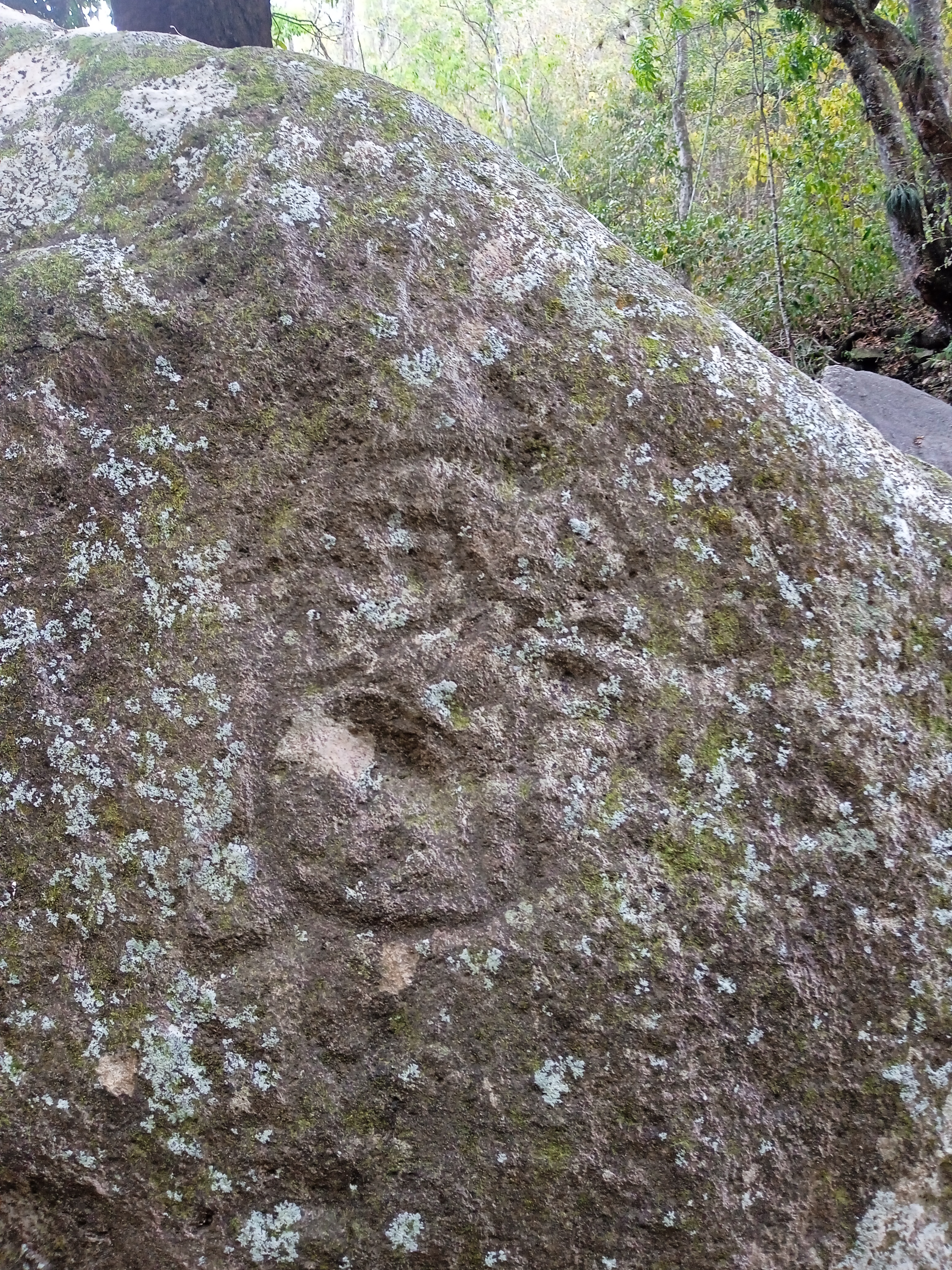
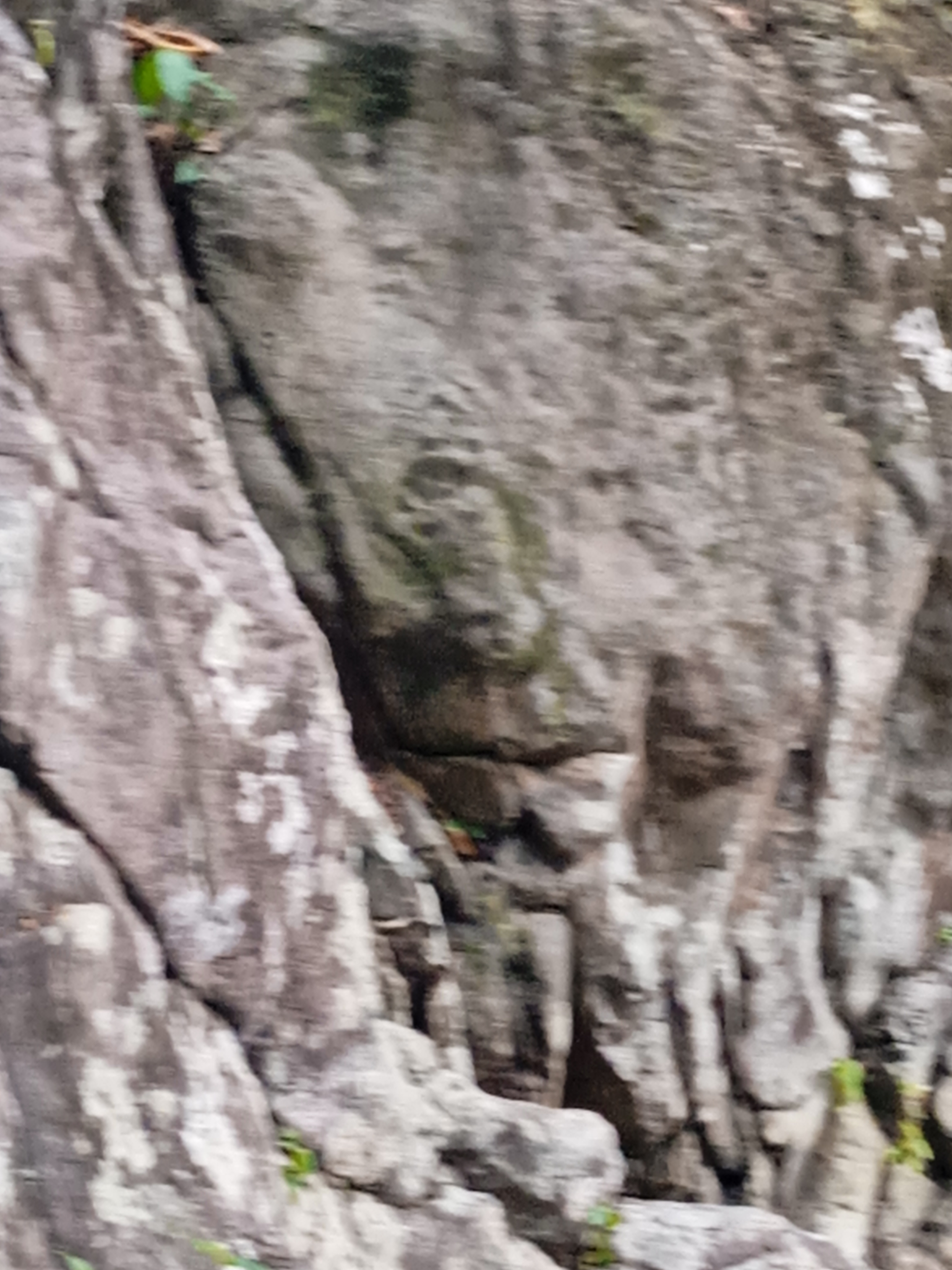
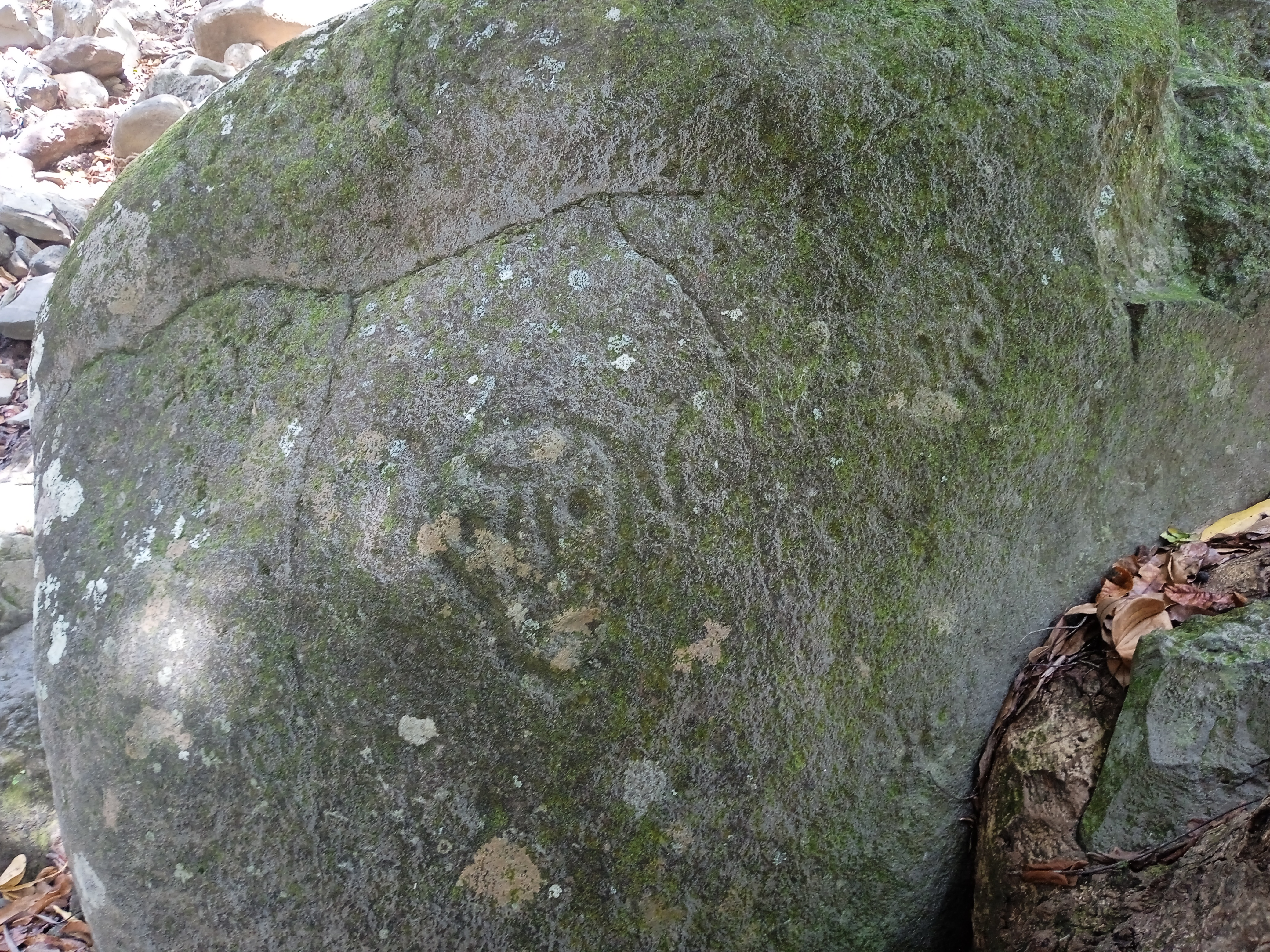